# Redwing (Marvel Comics)
Redwing, (Español: Ala Roja) es un ave ficticia que aparece en los cómics estadounidenses publicados por Marvel Comics. Principalmente un personaje secundario de Falcon, el personaje existe dentro del principal universo compartido de Marvel, conocido como el Universo Marvel.
Redwing aparece como un drone en las películas del Universo Cinematográfico de Marvel para Ant-Man (2015), Capitán América: Civil War (2016), Avengers: Infinity War (2018) y Hace su aparición en la serie de Disney+ The Falcon and the Winter Soldier (2021).

## Historial de publicaciones
Redwing debutó junto al Falcon en Capitán América # 117 y fue creado por Stan Lee y Gene Colan.

## Biografía ficticia
En Río de Janeiro, Sam Wilson se encuentra con un halcón de plumas rojas que él llama Redwing. El Nazi Red Skull usa el Cubo Cósmico para conectar a Sam y Redwing por un enlace mental. Wilson y Redwing se convierten entonces en aliados del Capitán América. Redwing ha estado al lado de Falcon desde entonces, luchando contra villanos como Gárgola Gris, Viper y Diamondhead. Redwing se quedó con Falcon cuando se convirtió en el nuevo Capitán América.

## Poderes y habilidades
En sus primeras apariciones, Redwing muestra un estrecho vínculo con Sam Wilson, que el Profesor X confirma como un enlace telepático en el Capitán América # 174. Red Skull luego revela que él había usado el Cubo Cósmico para crear un "vínculo mental super-normal" entre Sam Wilson y Redwing. Más tarde, Falcon recordó la experiencia, diciendo: "Dolor como el infierno. Estar mentalmente fusionado con ese halcón. Capaz de ver a través de sus ojos".

## En otros medios

### Televisión y cine
- Redwing apareció en The Avengers: United They Stand, con la voz de Frank Welker.
- Redwing aparece en The Super Hero Squad Show, con efectos vocales proporcionados por Steven Blum.[5]
- Redwing aparece en la serie animada Avengers Assemble como el paquete de vuelo de Falcon que puede cambiar al "Modo Redwing" y operar de forma independiente.
- Redwing aparece como un drone en la película Marvel Cinematic Universe, Capitán América: Civil War.[6]

### Videojuegos
Redwing también aparece en Lego Marvel Vengadores. No es un personaje jugable, pero sirve como el ataque de proyectil de Falcon, en el que vuela hacia los objetivos seleccionados antes de regresar a Falcon.